# Match Point (videogioco)
Match Point è un videogioco di tennis pubblicato nel 1984-1985 per Amstrad CPC, Atari ST, Commodore 64, ZX Spectrum e Sinclair QL da Psion e altri editori e, con il titolo Tournament Tennis, per ColecoVision, Commodore 64 e MS-DOS da Imagic. Uscì anche per Thomson TO7, Thomson MO6 e Thomson MO5 con il titolo Super Tennis. Alcune edizioni Atari ST, Commodore 64 (su cartuccia) e DOS usarono il semplice titolo Tennis.

## Modalità di gioco
Si possono giocare solo partite singole sui cinque set, tra due giocatori o contro il computer, o anche dimostrative del computer contro sé stesso. In tutti i casi si possono selezionare tre livelli di difficoltà generale, che influenzano la velocità della palla, mentre quella dei tennisti rimane la stessa.
Il campo, in verde, viene mostrato con visuale tridimensionale fissa, orientato con un tennista nella parte bassa e uno nella parte alta dello schermo. La dimensione dei tennisti tuttavia non cambia con la distanza. La palla ha un'ombra perpendicolare che aiuta a riconoscerne l'altezza da terra. Sono presenti raccattapalle animati che recuperano la palla quando finisce a rete, e il tabellone dei punteggi sullo sfondo.
Si può orientare il tennista per colpire di diritto o di rovescio, mostrando il personaggio con la racchetta sulla destra o sulla sinistra. Si usa un solo pulsante o tasto per colpire, ma la traiettoria e la velocità dei colpi sono controllabili tramite vari fattori: posizione del tennista rispetto alla palla, velocità del tennista al momento del colpo, tempistica del colpo.